# Kordyana boswelliae
Kordyana boswelliae är en svampart som beskrevs av Thirum., Patel, G.W. Dhande & V.V. Bhatt 1956. Kordyana boswelliae ingår i släktet Kordyana och familjen Brachybasidiaceae.   Inga underarter finns listade i Catalogue of Life.